# Sardis City (Alabama)
Pour les articles homonymes, voir Sardis.
Sardis City est une ville des comtés d'Etowah et Marshall, en Alabama, aux États-Unis,.
Le premier pionnier recensé officiellement, s'installe dans la région en 1841. Au départ, la ville s'appelle Fenton, son premier magasin ouvre au début des années 1880. Les historiens datent la date de la fondation de la ville en 1882. Le premier bureau de poste est créé à la fin des années 1880 et la première école en 1889.

## Démographie
| 1970 | 1980 | 1990  | 2000  | 2010  | - |
| ---- | ---- | ----- | ----- | ----- | - |
| 368  | 883  | 1 301 | 1 438 | 1 704 | - |

## Source de la traduction
- (en) Cet article est partiellement ou en totalité issu de l’article de Wikipédia en anglais intitulé « Sardis City, Alabama » (voir la liste des auteurs).